# 堂地修
堂地 修（どうち おさむ、1960年 - ）は、日本の畜産学者。元国家公務員。獣医学博士（北海道大学）。鹿児島出身。
1983年酪農学園大学酪農学部卒業。1983年農林水産省入省。1998年3月北海道大学にて「ウシ胚の凍結保存に関する研究　凍害防止剤エチレングリコールの利用と直接移植について」の獣医学博士号を受く。1998年9月農林水産省退官。1998年10月酪農学園大学酪農学部助教授。2005年同酪農学部教授。2011年同附属農場長。2017年同農食環境学群長。2020年同酪農学園フィールド教育研究センター長。2021年酪農学園大学学長就任。2023年同退任。酪農学園大学農食環境学群教授。

## 研究
- 1989年～1990年に農林水産省の研究グループ代表として牛の受精卵凍結保存する際にエチレングリコールを使う技術を開発。この開発が評価され2003年に畜産大賞を受賞[4]。

## 受賞歴
- 公益社団法人中央畜産会畜産大賞（2003年・2004年）
- 日本繁殖生物学会技術賞（2018年）[5]

## 著書
『よく分かる乳牛の病気100選』小岩正照ほか共編　分担執筆　デーリィマン社　2017年